# Ugo III di Tubinga

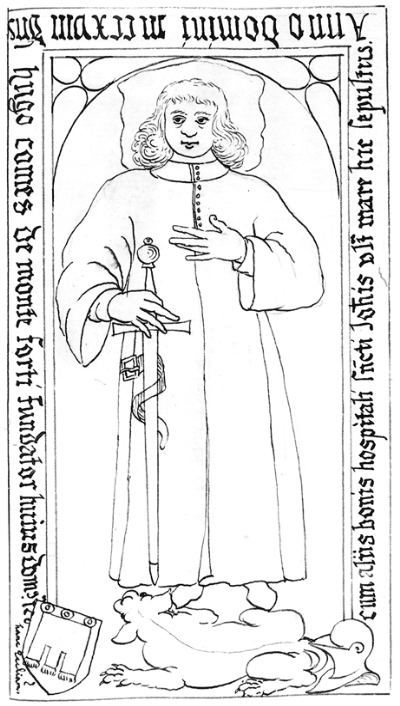
Lastra tombale del conte di Montfort Ugo III di Tubinga in un'illustrazione di Gabriel Bucelinus del 1642.

Stemma di famiglia

Ugo III di Tubinga (... – 1228) fu conte di Bregenz e di Montfort come Ugo I dal 1207 fino alla sua morte. È considerato il capostipite della casata di Montfort.

## Famiglia

### Origini
Ugo III era il figlio minore di Ugo II di Tubinga, conte palatino di Svevia. Ugo è considerato il fondatore del ramo di Montfort della casa di Tubinga.

### Matrimonio e figli
Il suo primo matrimonio fu con Matilde (in tedesco Mechthild), appartenente alla casa di Eschenbach-Schnabelburg. In seconde nozze sposò un'altra Matilde (in tedesco Mechthild), figlia di Federico di Wangen.
Da primo matrimonio ebbe tre figli:
- Rodolfo (... – ottobre 1247);
- Guglielmo (... – 20 settembre 1237), prevosto di Coira;
- Ugo (... – 11 agosto 1260).

Dal secondo matrimonio ebbe cinque figli:
- Enrico (... – 14 novembre 1272), frate domenicano e vescovo di Coira dal 1255 alla sua morte;
- Federico (... – 12 marzo 1285), canonico della cattedrale di Costanza;
- Agnese di Wiesberg, che sposò Schwicker von Ramosch;
- Una figlia dal nome ignoto, che sposò Gualtiero di Vaz (... – 1253);
- Elisabetta (... – dopo il 1268), sposata in prime nozze con il conte Manegoldo di Nellenburg-Veringen, in seconde nozze con Enrico (... – 1238), conte di Werd, Langravio di Alsazia e in terze nozze con Emilio (in tedesco Emich) (... – 1284), vilgravio di Kyrburg.

## Biografia

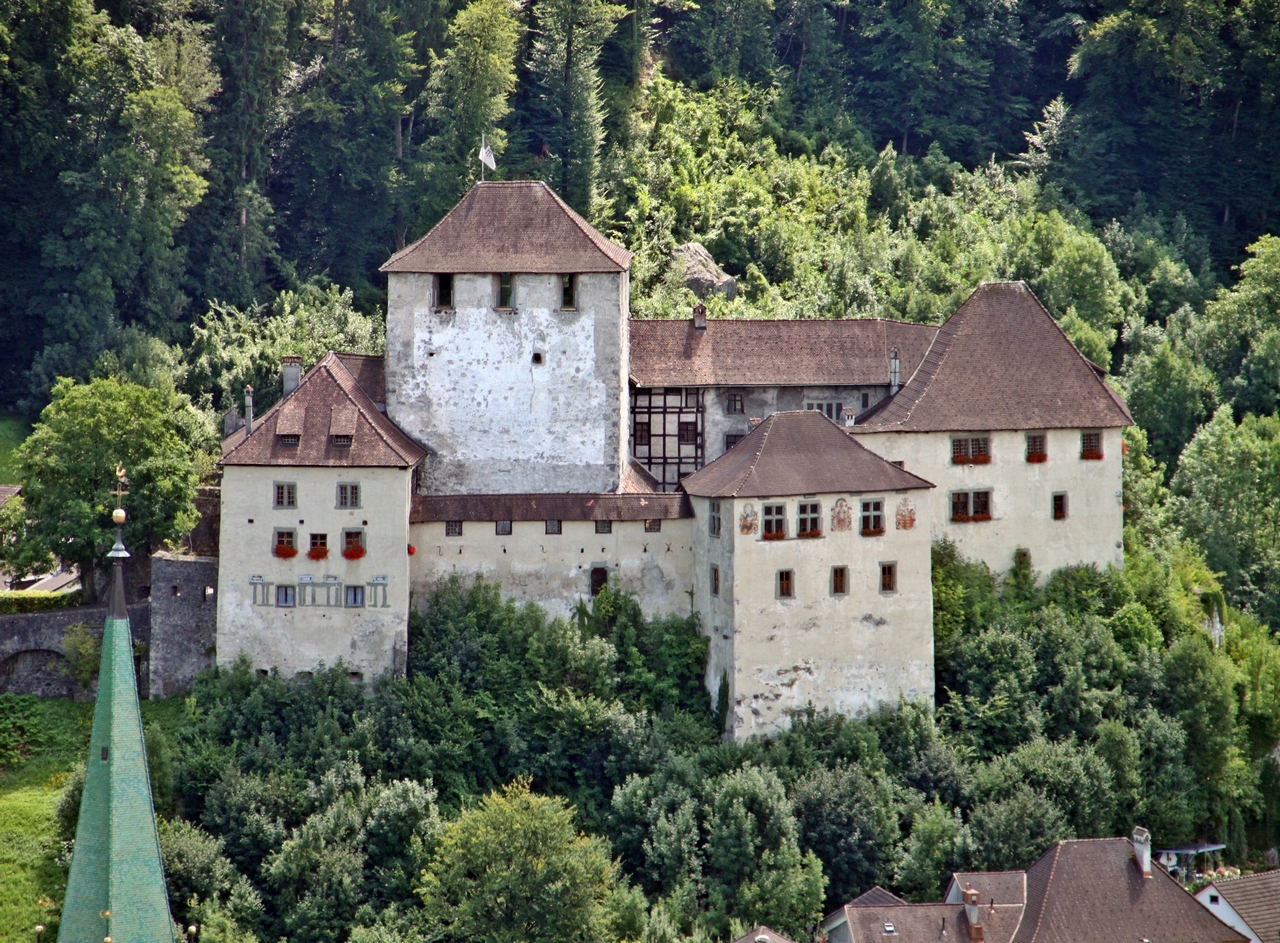
Lo Schattenburg sopra Feldkirch.

Trasferì la sua residenza da Bregenz alla neonata città di Feldkirch, al fine di aumentare la sua influenza in Rezia e in particolare sulla diocesi di Coira. Intorno al 1200 fece costruire lo Schattenburg, il castello che sorge su di una collina sopra la città.
Ugo III cercò anche di espandere il traffico del passo dell'Arlberg e, espandendo le proprie terre verso sud, pose le basi che portarono la sua famiglia ad acquisire la signoria territoriale nel Vorarlberg.
Dopo la morte del padre, ereditò dalla madre la contea di Bregenz-Montfort e la casa di Tubinga mantenne il possesso di questi territori sino alla fine del XIII secolo. Così, Ugo III decise di trasferirsi nel castello di Montfort, al quale suo nonno materno, il conte Rodolfo di Bregenz, aveva dato il titolo di urbem. L'eredità familiare non fu ripartita in modo rigoroso secondo il principio di equipartizione, infatti, Ugo III non ricette alcuna quota dell'eredità paterna, mentre suo fratello, il conte palatino di Svevia Rodolfo I, non ricette alcuna quota dell'eredità materna.
È noto che al momento della fondazione del monastero di Bebenhausen Ugo III possedesse parte del patronato sulla chiesa di Meimsheim e sul villaggio di Weil im Schönbuch, mentre suo fratello Rodolfo I possedeva una parte dei fondi di Bregenz, come risulta attestato in un documento di Tschudius. Secondo Tschuduis (I, 107,108), il conte di Montfort Ugo III di Tubinga, suo fratello, il conte palatino di Svevia Rodolfo I di Tubinga, e la loro madre possedevano una corte nei pressi del monastero di san Giovanni di Breitenau, situato nella valle della Thur, il quale appropriò per molto tempo di questi terreni con il sostegno di due cavalieri di Gandersweiler. Una volta ottenuta la sua parte di eredità, che includeva questo possedimento, Ugo III si riapproprio della corte, tuttavia nel 1209 un tribunale arbitrale nominato dal Papa lo costrinse a restituire la proprietà in questione al monastero in cambio di 67 marchi d'argento.
Catturato dall'idea della crociata, nel settembre 1218 Ugo III ottenne a Ulm il permesso di Federico II di Svevia per fondare a Feldkirch una commenda dei cavalieri di San Giovanni. I cavalieri si trasferirono nella chiesa di san Giovanni che Ugo III donò loro insieme a dei beni nei dintorni della città, compresa una cappella in Engadina.
Presumibilmente morì in Terra Santa o durante un viaggio per recarvisi.
I vilgravi di Kyrburg erano suoi nipoti e uno di questi, Federico (... – dopo il 1310), fu maestro provinciale e Gran Priore dei Cavalieri Templari per l'Alta Germania, mentre un altro, Emilio (in tedesco Emicho) (... – 1311), fu vescovo di Frisinga.